# Ramūnas Šiškauskas
Ramūnas Šiškauskas (Kaišiadorys, 10 de Setembro de 1978) é um basquetebolista profissional lituano aposentado.

## Carreira
Šiškauskas integrou o elenco da Seleção Lituana de Basquetebol nas Olimpíadas de 2000, 2004 e 2008.